# Avebury
Avebury a tudományos (régészeti) neve annak a nagy kőgyűrűt és benne két kisebb kőkört magában foglaló őskori, nagyjából kör alakú árokkal és gyűrű alakú sáncra emlékeztető domborulattal határolt henge emlékműnek, ami a dél-angliai Wiltshire megyében (angolul county), Avebury faluban található. A lelőhely korát 5000 évre becsülik, Európának legnagyobb és legszebb történelem előtti (újkőkorszaki) emlékműveinek egyike. Az Avebury emlékművek legnagyobb része ugyanabból a korból származnak, mint a tőle 32 kilométerre délre fekvő Stonehenge, de egyes részei megelőzik Stonehenge megalit-alkotórészeit. Avebury durván egyenlő távolságra fekszik (10–10 km-re) Marlborough és Calne kisvárosoktól. Az világörökségként osztályozott, listázott őskori emlékmű az angol National Trust (Nemzeti Védnökség) tulajdona.

## Az emlékmű

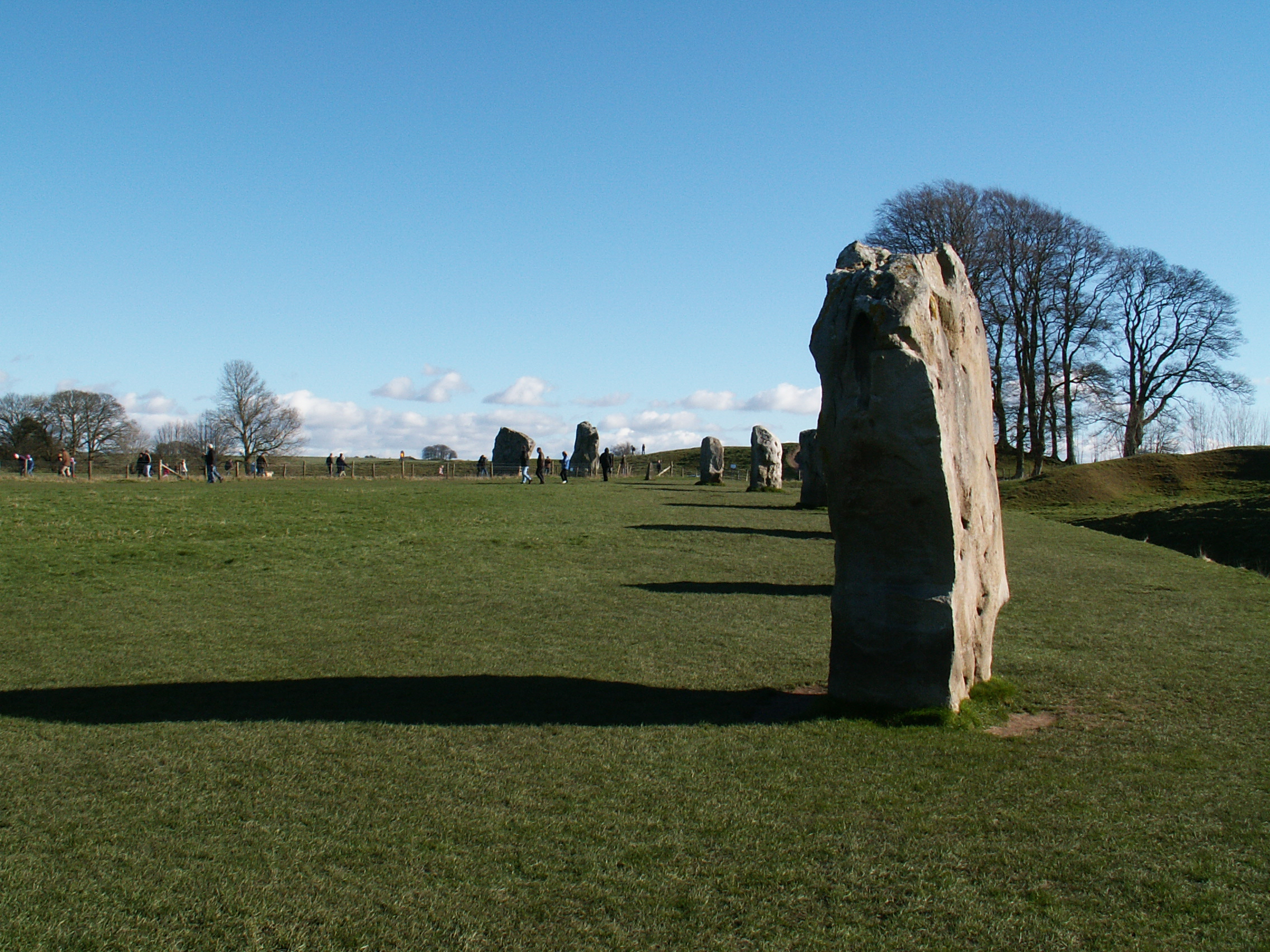
A külső kör egyik részlege

Az emlékmű alkotmánynak a legnagyobb, máig is megmaradt része lényegében egy földmunka, ami egy dykes néven ismert, durván kör alakú árkot és az ezt körülvevő 421 méter átmérőjű és 1,35 km kerületű henge néven ismert, körbefutó sáncra emlékeztető domborulatot foglal magába. Az ilyen, Aveburyhez hasonló és körülbelül azonos korszakból származó emlékművek közül csak Stonehenge és a Dorset megyei Flagstones ismeretes, de ezek kiterjedése nem haladja meg még Avebury negyedét sem. Az árok teljes méretében 21 méter széles és 11 méter mély volt, de építése első szakaszában jóval kisebb. Az első szakasz kiásását radiokarbon kormeghatározással a Kr. e. 3400 és 2600 közötti korszakra becsülik.
A henge belsejében van egy nagy állókövekből képzett ú.n. Outer Circle vagyis Külső kör, ami 335 m átmérőjével Európában a legnagyobb. Ezeket vagy a henge építése idején, vagy 500-600 évvel később rakhatták le. Eredetileg a kör 98 ilyen 3,6 m-től 4,2 m-ig terjedő magasságú, álló, úgynevezett sarsen homokkövekből állt, amelyek között van, ami több mint 40 tonnát nyom. A kör készítési idejét Kr. e. 2800 és Kr. e. 2400 közé becsülik.

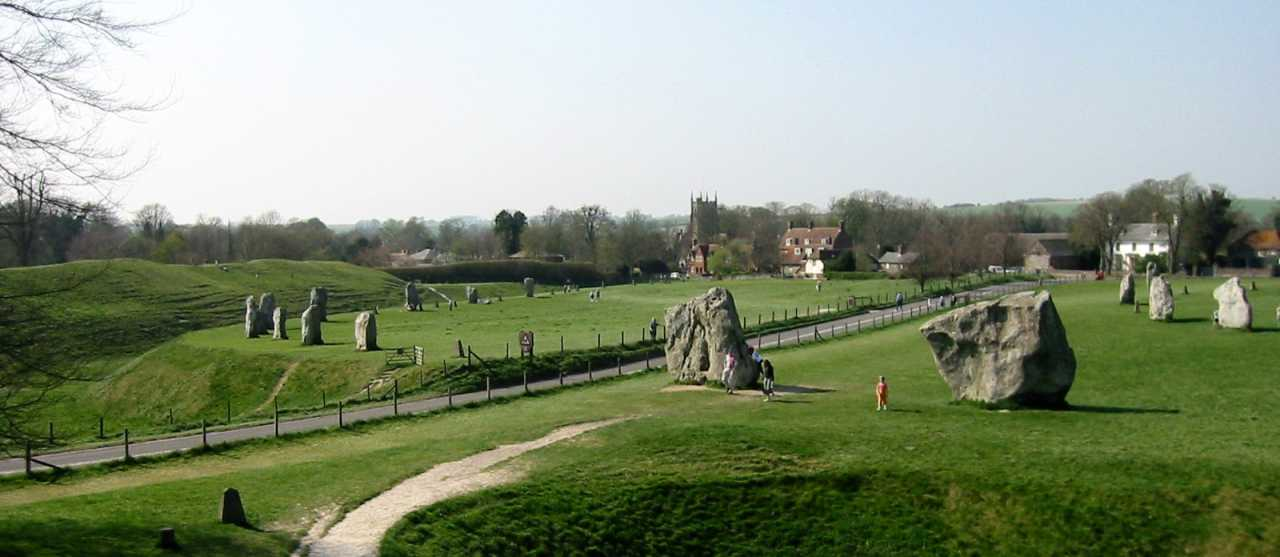
Avebury látkép (2003 április)

Az emlékmű közepe felé további két kisebb kőkör található. A Northern inner ring, vagyis északi belső kör átmérője 98 m, de ennek négy állóköve közül már csak kettő maradt függőleges helyzetben. A kör közepén három állókőből álló, északra néző cove, ami egy öblös kőalakzat található.

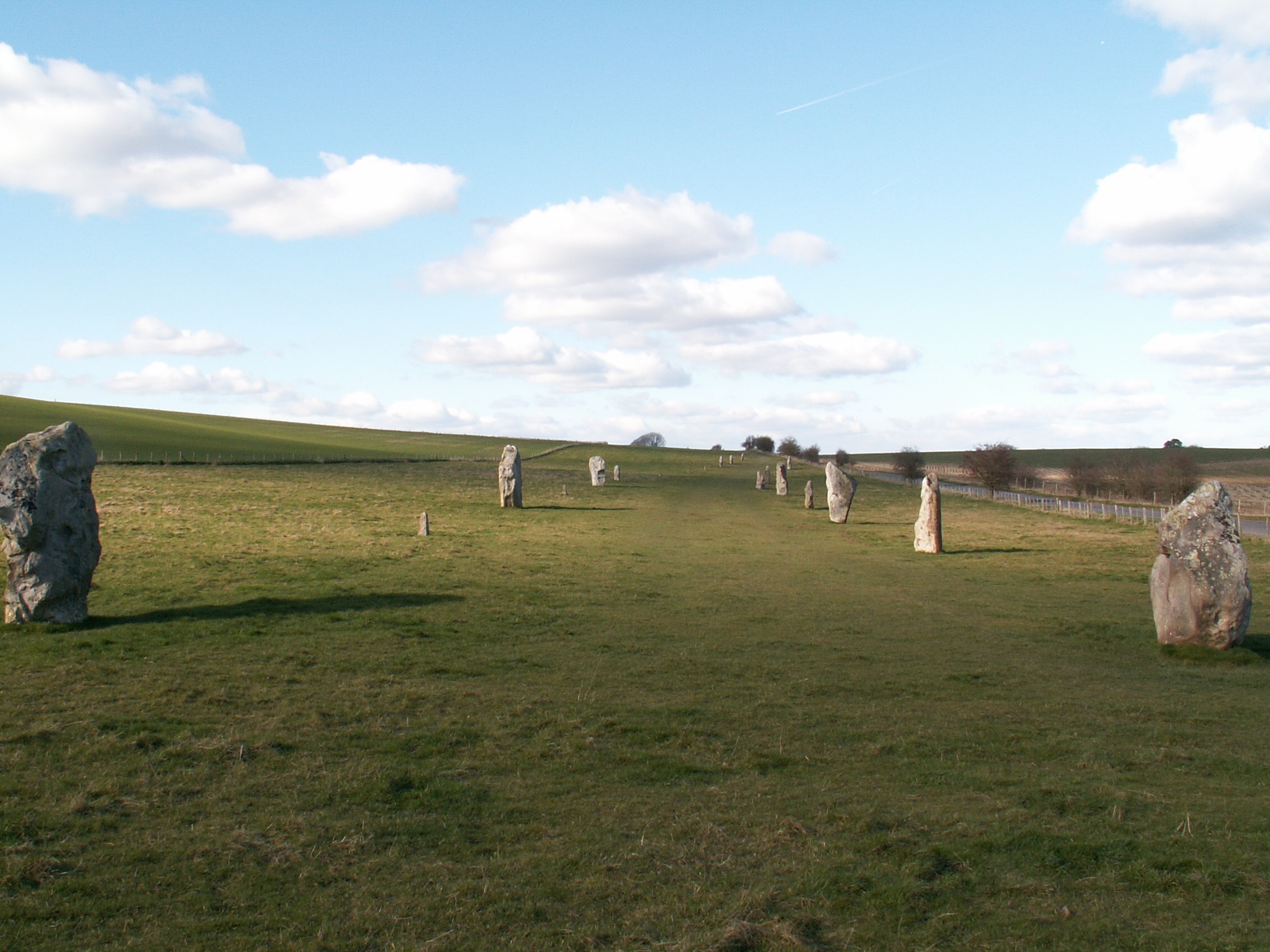
Kősoros út

A Southern inner ring (déli belső kör) átmérője 108 m volt, de a XVIII. században lerombolták. A kör megmaradt részét ma már a falu épületei takarják. Eredetileg egy magányos 5,5 m magas monolit, vagyis állókő volt a közepén, egy kisebb kövekből álló kősorral együtt. A kör délkeleti részéről vezet egy West Kennet Avenue (Nyugat-kenneti út) nevű kőpárokkal határolt kis útvonal a henge bejáratához, valamint egy másik, a Beckhampton Avenue (Beckhamptoni út) maradványai a kör délnyugati részétől vezetnek a henge délnyugati bejáratához.
Aubrey Burl régész elmélete szerint az emlékmű építése a két belső körrel kezdődött Kr. e. 2800 körül, amit 200 évvel később követett a külső kör és a henge építése, majd 200 évvel később a két kősoros úté.
Geofizikus régészek véleménye szerint egykor két koncentrikus, ácsolt fából épített oszlopkör állt a külső kör északkeleti szektorában, de ásatások ezt a véleményt eddig nem erősítették meg. Az északnyugati szektorban viszont van egy felszántott barrow (őskori temetkezési domb) ami madártávlatból igen jól megfigyelhető.
A henge-nek két bejárata volt, az észak-északnyugati és a dél-délkeleti irányt összekötő vonalon, kettő a kelet-északkeleti és nyugat-délnyugati irányt összekötő vonalon.

## Az Avebury régészeti helyszín történelme

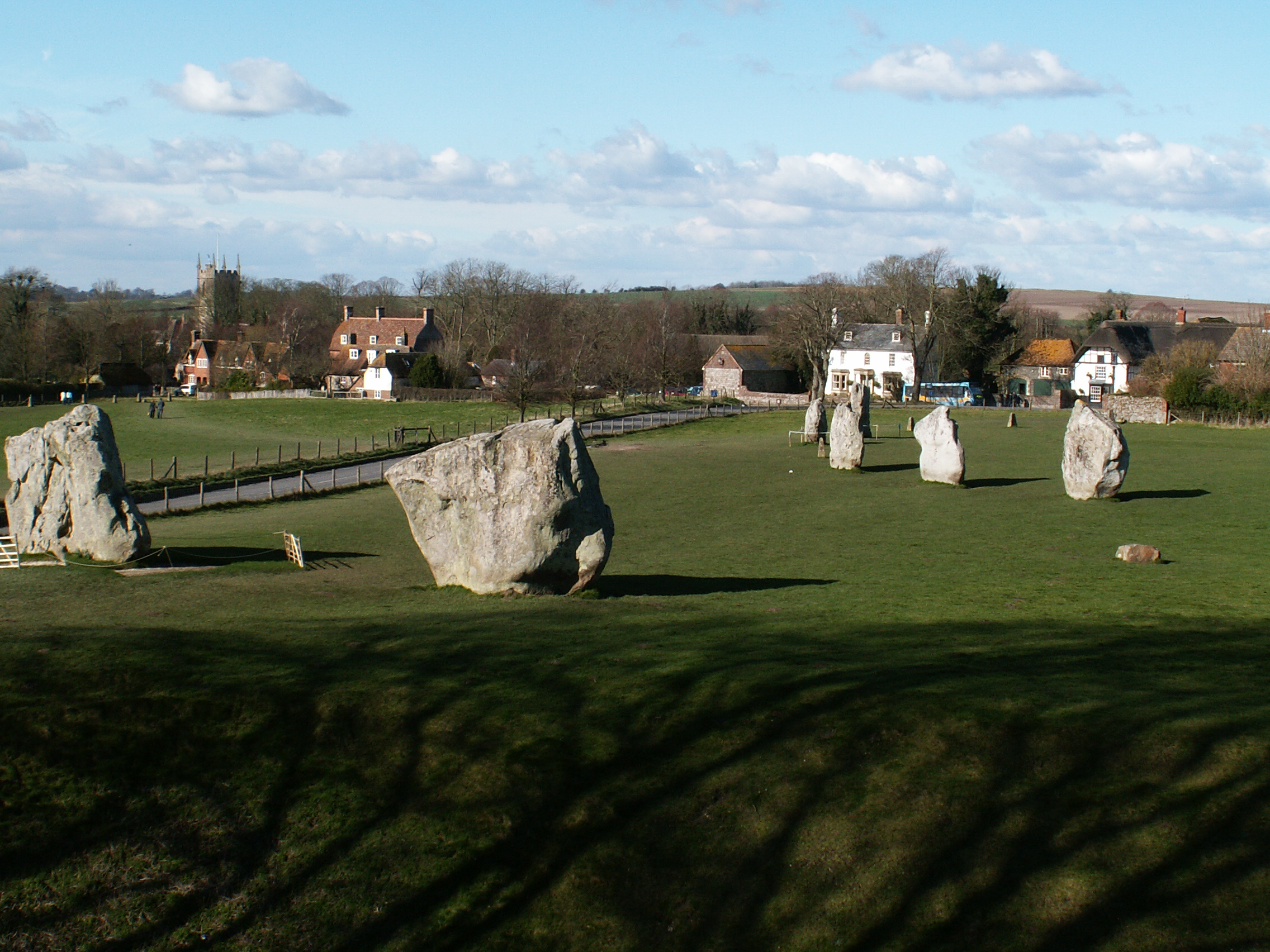
A déli belső kör egy része

### Korai történelem
A régészeti emlékműnek és az azt magában foglaló falunak a neve csak a XX. század óta azonos. Az emlékműről a XIII. században tettek először írásos említést Waleditch néven, míg 1696-ban Wallditch néven írtak róla. Mindkét név angolszász eredetű és valószínűleg 'ditch of the wealas' volt a jelentése (magyarra fordítva waelas árok). Az angolszász írók waelasnak nevezték az ősi kelta eredetű Britons (néha Brythons vagy British) néven említett britek beékelt területeit, míg a pogánysággal és istentagadással együtti általános vallásszabadságot követő neo-druidok (vagyis modern druidok) a helyet Caer Abiri-nak nevezik, aminek jelentését nem tudjuk.

### A kövek elpusztítása
A kövek jó részét a XIV. századtól kezdve a keresztény vallás képviseletének kezdeményezésére darabokra törten vagy egészben eltávolították, egyrészt az ősi pogány hitvallás szertartásaival való szellemi kapcsolat megszakítása, másrészt a kövek építkezési anyagként való felhasználása és a hely termőföldgyanánti használata érdekében.
Két régész, John Aubrey majd William Stuckley jelentett írásban az emlékműről a rombolás után. Mikor Aubrey 1613-ban odalátogatott a kövekkel határolt Avenue (vagy Nagyút) kövei még jelen voltak, állva vagy ledöntve, de valamivel később már vagy szét voltak zúzva kalapáccsal, vagy tüzet gyújtottak alájuk elpusztításuk céljából. Stuckley, akit a pusztítás igen felháborított, jó időt töltött 1720-ban a helyszínen amikor a környékbeli emlékműveket is leírta és Avebury pusztítás utáni állapotát is.
A külső kör köveiből csak 27 maradt meg. Ezek közül Alexander Keiller 1930-ban többet ismét felállíttatott. A hiányzó kövek helyét ma betonoszlopok jelölik.

### Ásatások

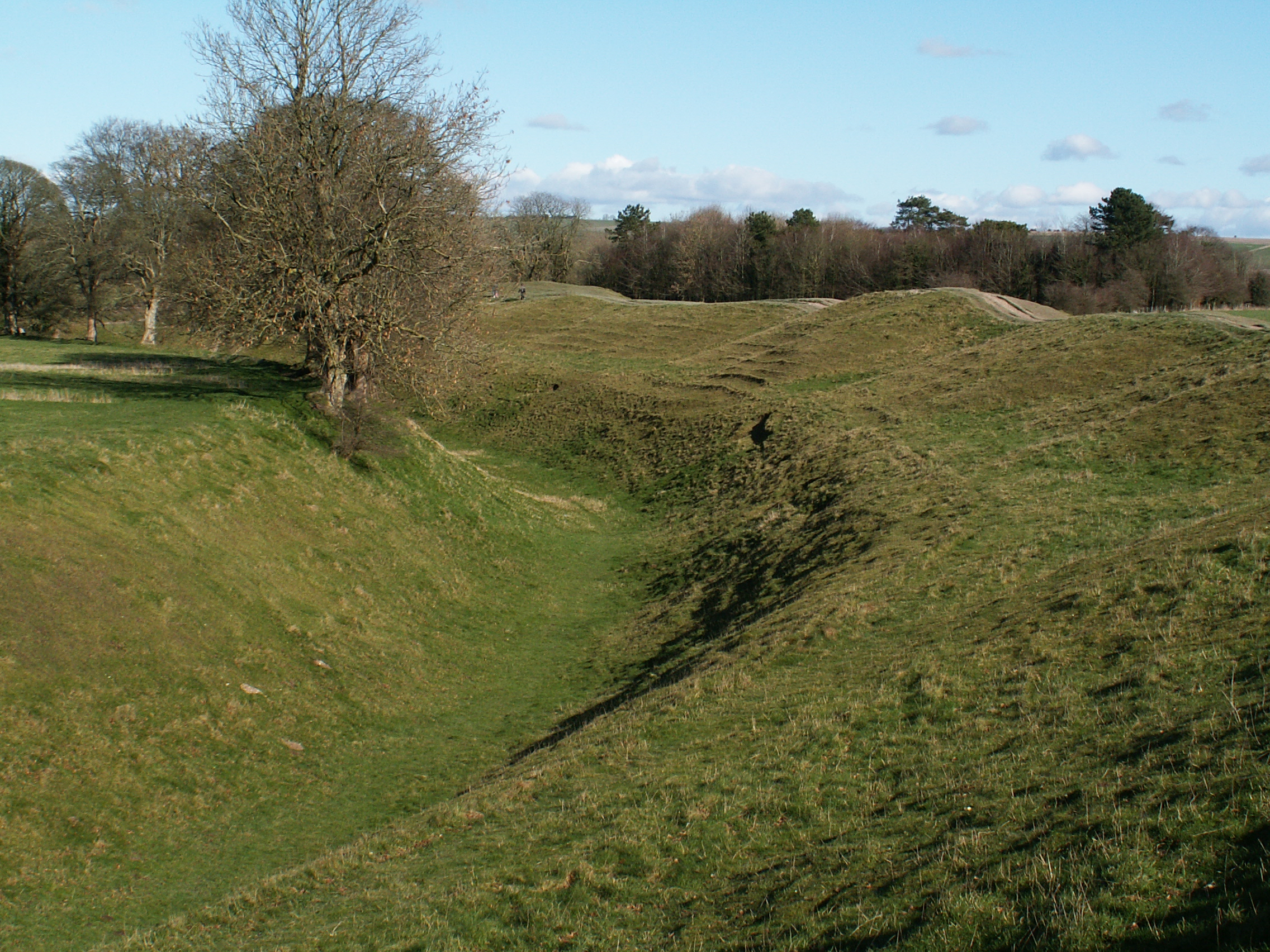
A külső árok egy része

Aveburyben nem sok régészeti ásatást hajtottak végre. Egy kisebb ásatás 1894-ben azt jelezte, hogy az őskoriak a földmunkát két szakaszban hajtották végre. 1908 és 1922 között Harold St George Gray irányított egy ásatást, de később ezt kritika érte, mert munkacsoportja tagjainak nem volt semmi szakképzettsége. Az ásatás viszont nem volt eredménytelen, mert kimutatta például, hogy az emlékmű építői gímszarvasagancsot használtak és leástak egészen a természetes mészkőfelületig 11 méter mélységre, amikor az árok kiásásával egyidejűleg a földet mellette 9 méterre húzták fel. Az ásatás nem hozott napvilágra mesterségesen előállított tárgyakat, de emberi csontokat igen, itt is ott is, különösen állkapocs csontokat; 2 méter mélységben pedig egy másfél méter magas nő teljes csontvázára találtak.

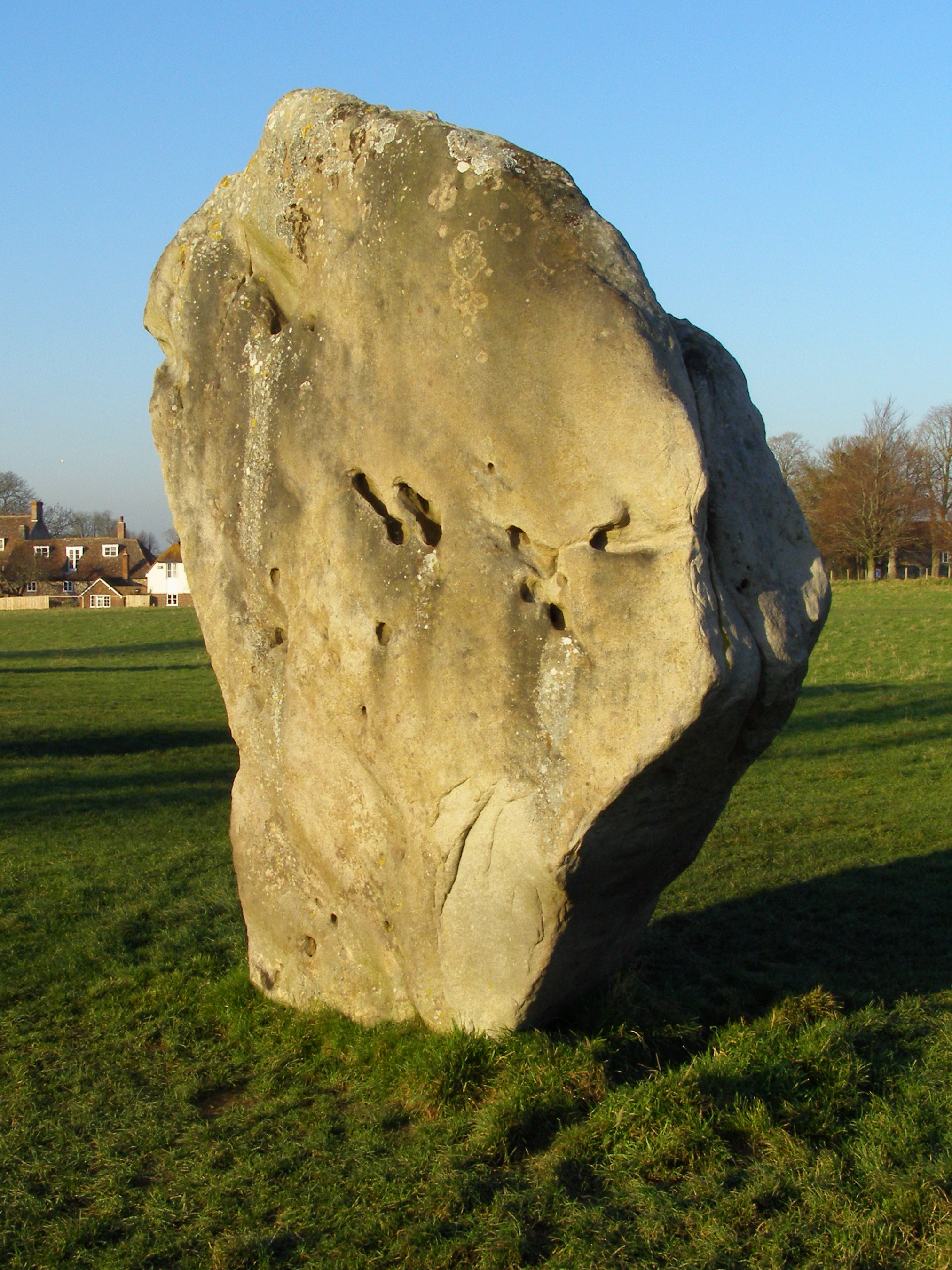
A Barber kő

Mikor a falu új iskoláját építették 1969-ben, a helyszínt ismét megvizsgálták, 1982-ben pedig megmintázták modern radiokarbon kormeghatározás céljából. Később, 2003 áprilisában az egyik kő felegyenesítése közben észrevették, hogy a kő több mint 2 méter mélységre terjedt le a földszín alatt. Ezt, amit a Brit Királyság helyszínein talált kövek között a legnagyobbak egyikeként ismertek el, több mint 100 tonnásra becsülték. Egy későbbi geológiai vizsgálat azt jelezte, hogy legalábbis 15 ilyen megalit fekszik eltemetve a monumentum helyszínén.

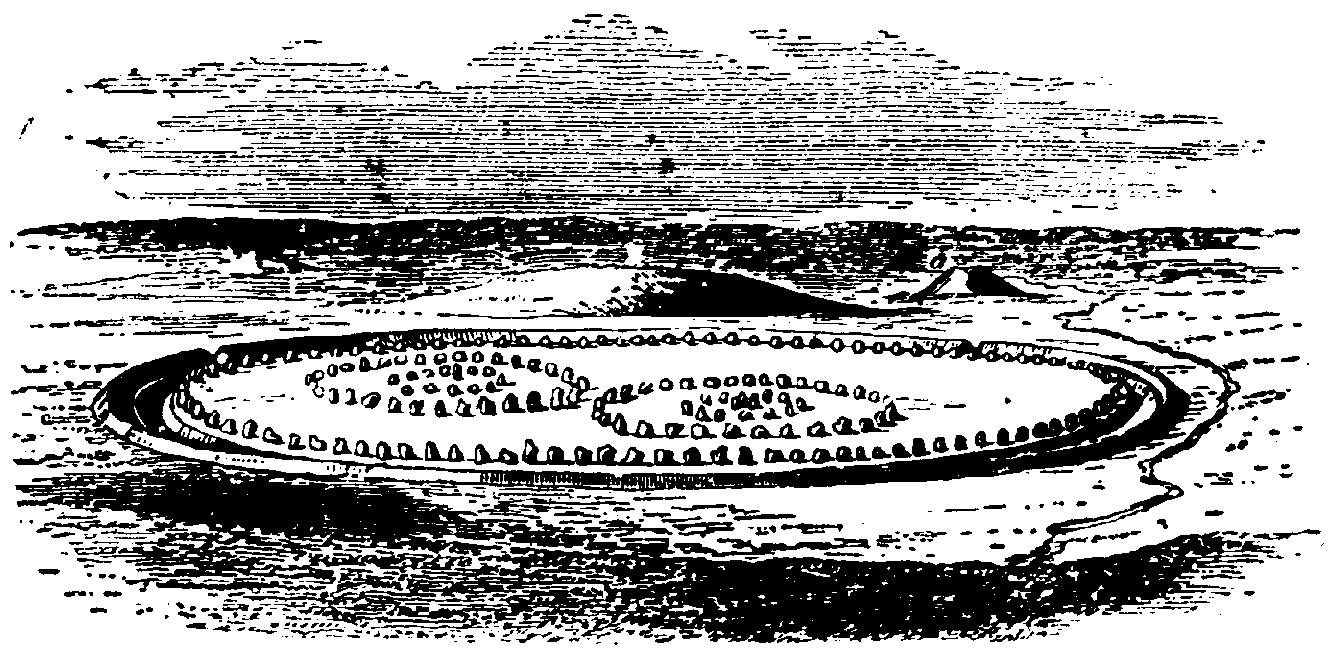
A kőkörök elhelyezésének posztulátuma

## Elmélkedés
A kövek morfológiája nagy érdeklődés tárgya. Ezeket két kategóriába sorolják: vagy magas és karcsú, vagy alacsony kövérkés. Vita tárgya, hogy a magasak nem férfiakat és az alacsonyabb nőket jelképez-e.
Egyesek azt vélik, hogy a köveket azok természetes szépsége, gyönyörködtető kinézése alapján választották, mások faragásokat látnak rajtuk.
A Grey által talált emberi csontok tanúsítanak valami temetkezési kapcsolatot, amivel van párhuzam egyéb, például újkőkorszaki, vagyis a kőkorszak utolsó részéből eredő ásatási helyekről származó csontokkal. Egyes elméletek szerint elődimádat lehetett az emlékmű építésének a meghajtóereje és egykori, nő-férfi kapcsolattal összekötött szertartás lehetőségét nem tartják kizártnak.
Bár a hatalmas henge nagy benyomást kelt, az valóságban nagy védelmi célt nem szolgáltathatott, különösen azért mert az árok a zárt terület belsején van, ami ismét a szertartás funkció valószínűségét támasztja alá; ugyanakkor úgy tűnik, hogy a kövek helyezésében van valami csillagászati kapcsolat is.
Egyesek kapcsolatba hozzák az Avebury emlékművet a közeli West Kennet Long Barrow temetkezési dombbal, és a kettőt egy szertartás-komplexumnak tekintik.

## Az Avebury háromszög
Avebury falunak jórésze egy útkereszteződéssel együtt az emlékmű területén fekszik és a falu látogatói szabadon sétálhatnak az emlékmű területén. A Kennet Avenue kősorral határolt út, a Beckhampton Avenue, ami kősorhatára már nincs meg, a Sanctuary vagyis szentély és a Windmill Hill, vagyis szélmalomdomb valamint a Silbury Hill és a West Kennet Long Barrow egy háromszöget alkot, amelyet világörökségi helynek osztályoztak.

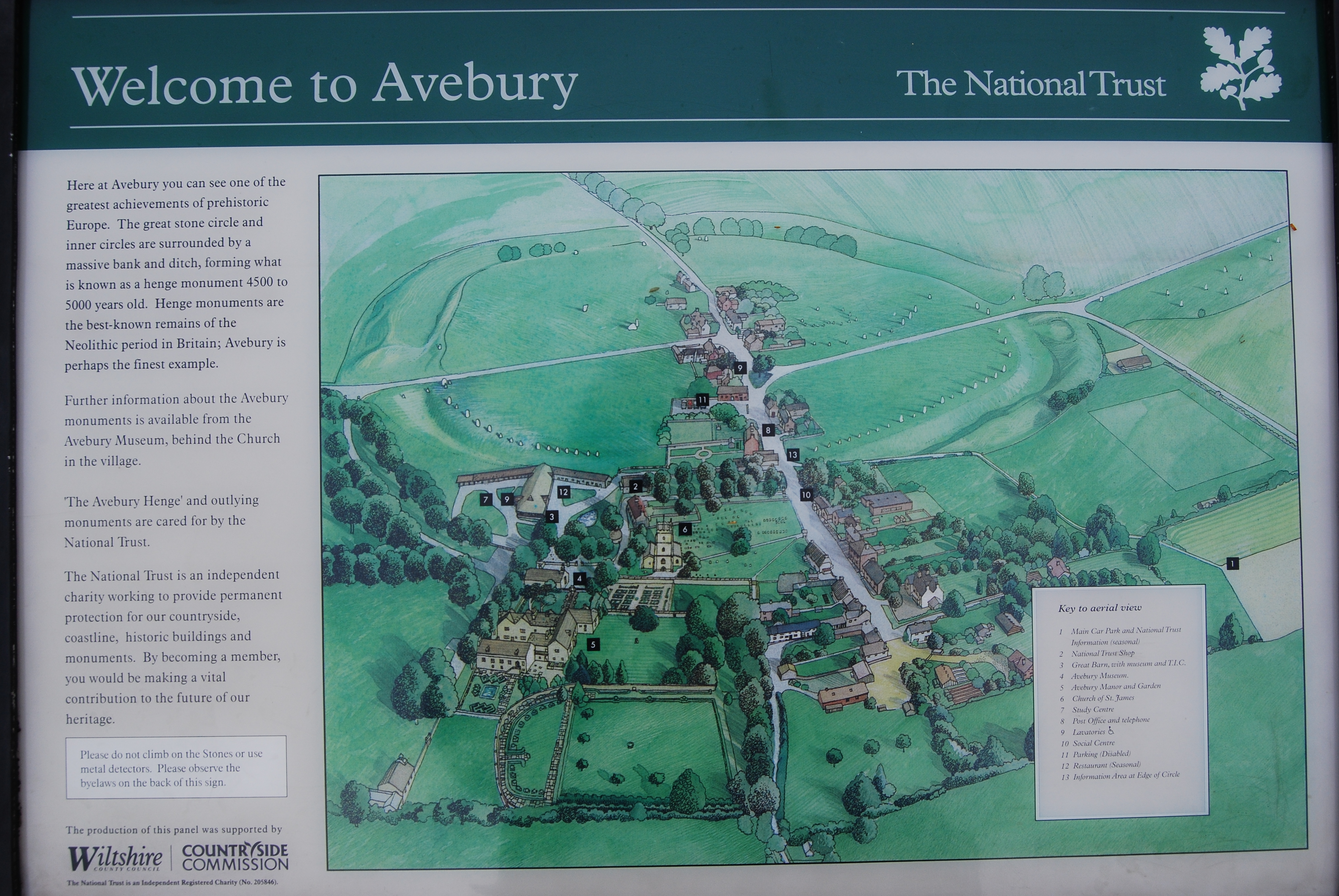
A falu látogatóinak fém eligazító táblája, szemléltető térképpel

## Avebury egy másik szemszögből
Aveburyt a pogányság különböző formáit Paganism, Wicca, Druidry, Heathenry valló egyének spirituális központjuknak tekintik és ezek közül sokan nagyobb tekintélyben tartják, mint Stonehenge-et.
A pogány ünnepség, különösen a nyári napforduló Summer solstice fesztiválja, nagy tömeget vonz az emlékműhöz.
Avebury rajta van az úgynevezett St Michael leyvonalon ami Anglia keleti és nyugati részét köti össze.
Az emlékmű tömeges meglátogatása különös alkalmakkor a régészeti helyeket védő National Trust számára sokszor nagy gondot okoz.

## Fordítás
- Ez a szócikk részben vagy egészben az Avebury című angol Wikipédia-szócikk fordításán alapul.  Az eredeti cikk szerkesztőit annak laptörténete sorolja fel. Ez a jelzés csupán a megfogalmazás eredetét és a szerzői jogokat jelzi, nem szolgál a cikkben szereplő információk forrásmegjelöléseként.